# Agrupación Deportiva Sala 10
La Agrupación Deportiva Sala 10 és un club de futbol sala espanyol de la ciutat de Saragossa, que ha jugat a la Primera divisió de la LNFS.
El club va ser fundat l'any 1987. El club participà inicialment a les competicions de la Federació Espanyola de Futbol Sala, competició en la qual es proclamà campió de Copa la temporada 1990-91. Quan l'any 1998 desaparegué el Sego Zaragoza, el club es convertí en el principal club de la ciutat. Debutà a la Divisió d'Honor de la LNFS la temporada 1999-00.

## Palmarès
- Copa espanyola de futbol sala de la FEFS:
  - 1990-91
- Segona Divisió de la LNFS:
  - 1998-99, 2001-02